# A5 (estrada)

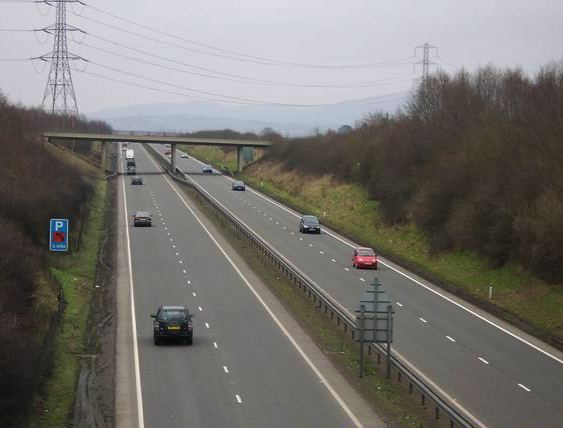
A5 Dual Carriageway

A A5, também conhecida como London-Holyhead Trunk Road, é uma importante estrada no Reino Unido. Ela se estende por cerca de 418 km (incluindo seções concorrentes com outras designações), de Londres ao porto de ferries de Holyhead, no mar da Irlanda. Em muitos troços segue o percurso da estrada romana ITER II, que depois ficou conhecida pelo nome de origem anglo-saxónica Watling Street.